# Église d'Eura
L'église d'Eura est une église conçue par l'architecte Josef Stenbäck et dont la construction à Eura en Finlande s'est achevée en 1898.. 

## Description
Deux églises en bois construites respectivement en 1640 et en 1728 ont précédemment occupé le même terrain.
L'église actuelle est bâtie en pierres et en briques. 
Elle montre des influences du style néogothique et du style romantique national. Elle offre 800 places assises.
Aleksandra Såltin a peint en  1899 sur le retable la scène de la  résurrection. 
Les orgues  à 21 jeux ont été livrées en 1938 par la  fabrique d'orgues de Kangasala. Elles disposent d'un mécanisme pneumatique.
L'église a trois cloches.
La direction des musées de Finlande a classé l'église et son paysage culturel dans les sites culturels construits d'intérêt national.